# 阿部雅一郎
阿部 雅一郎（あべ まさいちろう、1937年1月12日 - 2012年11月21日）は、日本の実業家、馬主。
木材卸であった阿部木材工業（現・アベキャピタル）の第2代社長であり、会社を複合的な企業グループに拡大させた。また、競走馬の馬主としても著名で、GI競走に優勝したヒシアマゾン、ヒシアケボノ、ヒシミラクルなど数々の活躍馬を所有した。
阿部木材工業創業者の阿部雅信は父、第3代社長の阿部雅英は長男。両者もまた馬主として知られる。

## 企業業績
慶應義塾大学卒業後、阿部木材工業に入社。1964年、雅信が脳溢血に倒れたため同社の経営を継いだ。良質な無垢材の確保が困難になりつつあったことから、合板の製造に着手すべく1967年に「阿部合板」を設立。1972年より首相となった田中角栄が打ち出した日本列島改造計画の追い風を受けて業績を伸ばした。1994年の時点で会社は阿部木材工業（現・アベキャピタル）、阿部合板、阿部物流、松江プライウッド、アベトレーディングなどを擁するグループ企業となっている。グループに含まれる島根ゴルフ倶楽部のコース設計は雅一郎が行った。
1997年初頭に阿部木材工業の社長職を息子に譲り、会長に就任。自社グループ外部では東京木材市場の取締役も務めていた。

## 馬主活動

阿部の勝負服

父・雅信は国営競馬時代の1947年から馬主となっており、屋号の「菱雅」から「ヒシ」の冠名を用いてヒシマサル、ヒシマサヒデ、ヒシスピードといった重賞勝利馬を所有。雅一郎も中学生の頃から父に連れられて競馬場を訪れていた。1981年に雅信が死去し、総数200頭ほどの競走馬・繁殖馬を引き継いたが、当時競馬関連の費用が本業を圧迫するほどになっており、他方ではヒシマサル、ヒシマサヒデの血統に偏った馬たちが調教師に敬遠されていたことから、7年をかけて雅信がらみの馬を整理した。心機一転して新たな馬の購買に乗り出したが、生産者となじみの馬主や調教師が、馬が市場に出る前に直接取引を行う「庭先取引」の閉鎖性に阻まれ、競り市での取引が活発なアメリカに活路を求める。
1989年に初めてケンタッキー州での競り市に参加し、同年11月のセールでは競走馬時代にアイリッシュ1000ギニーを制していたケイティーズを100万ドルで落札した。1991年にはセクレタリアト産駒の牡馬を32万5000ドルで購買。同馬は旧所有馬を一掃してしまった雅信への罪滅ぼしのため、二代目の「ヒシマサル」となった。ヒシマサルは1992年に雅一郎に初の重賞勝利をもたらした。1993年には、アメリカのテイラーメイドファームに預託していたケイティーズの子・ヒシアマゾンが阪神3歳牝馬ステークスに優勝し、GI競走初制覇も果たした。1995年にはヒシアケボノがスプリンターズステークスを制し、日本のGI競走における最重量馬体重での勝利記録を樹立。以後もヒシアマゾンの2頭の妹などアメリカからの輸入馬が数々の重賞を制したほか、2002年から2003年にかけては日本生産馬のヒシミラクルが3つのGI競走を制した。
所有馬は当初は関東の厩舎にのみ預託していたが、のちに東西両方に預託している。関東馬はかつては父以来の付き合いである高木良三・嘉夫厩舎、矢野幸夫厩舎、稗田敏男厩舎のほか、中野隆良厩舎、国枝栄厩舎に主に預託された。関西馬はほぼ全ての馬が佐山優厩舎に預託されていたが、これは佐山が二代目ヒシマサル購入の際にアメリカまで同行し、同馬を預かった縁によるもの。またこの二代目ヒシマサルの新馬戦に騎乗した角田晃一は、その後ヒシミラクル・ヒシアケボノでGI4勝するなど、「ヒシ」軍団の主戦騎手として活躍した。晩年は佐山の定年が近いこともあり、河内洋厩舎や小島貞博厩舎に預託される馬もいた。
なお、ヒシアマゾンの競走馬引退後、種牡馬として実績のなかったヒシマサルと交配させたことで話題となった。このことで雅一郎は周囲から、自分が父親の馬を整理したように、息子が自分の馬を整理することになってしまう、と苦言を呈された。雅一郎にはヒシマサルを種牡馬として成功させたいという夢があり、そうした声に対して「なにをやるにも効率、経済一辺倒では、たとえ成功してもおもしろくない。また経済、つまりお金儲けなら、競馬より他でお金を動かした方が、ずっといい。やはりなんでも夢や執念があってこそ、だと思うんですよ」と語っていた。

## 主な所有馬
生産年順、馬名の前の国旗は生産国。

### GI勝ち馬
- ヒシアマゾン（1993年阪神3歳牝馬ステークス 1994年エリザベス女王杯など重賞9勝）
- ヒシアケボノ（1995年スプリンターズステークスなど重賞2勝）
- ヒシミラクル（2002年菊花賞 2003年天皇賞（春）、宝塚記念）

### 重賞勝ち馬
- ヒシマツタカ（1972年読売カップ（春）、アラブ大賞典（秋））
- ヒシマサル (1989年生)（1992年きさらぎ賞、毎日杯、京都4歳特別）
- ヒシナタリー（1996年ローズステークス、阪神牝馬ステークス、フラワーカップ、小倉記念）
- ヒシナイル（1996年フェアリーステークス）
- ヒシピナクル（1996年ローズステークス）
- ヒシアトラス（2005年平安ステークス 2006年マーチステークス、エルムステークス）